# Stephen Cole Kleene
Stephen Cole Kleene (ur. 5 stycznia 1909 w Hartford w stanie Connecticut, zm. 25 stycznia 1994 w Madison w stanie Wisconsin) – amerykański matematyk, jeden z pionierów informatyki teoretycznej. Zasłynął z prac z teorii rekursji, opracowania koncepcji wyrażeń regularnych i teorii funkcji obliczalnych. Z jego nazwiskiem związane są takie pojęcia jak domknięcie Kleene'ego, algebra Kleene'ego, twierdzenie Kleene'ego o rekursji oraz twierdzenie Kleene'ego o punkcie stałym. Wniósł również wkład do prac intuicjonistów w matematyce.

## Życiorys
Kleene uzyskał bakalaureat w roku 1930 w koledżu Amherst. W latach 1930–1935 studiował i pracował na Uniwersytecie w Princeton, gdzie w roku 1934 obronił dysertację A Theory of Positive Integers in Formal Logic, pisaną pod kierunkiem Alonzo Churcha. Od roku 1935 pracował na wydziale matematyki uniwersytetu Wisconsin-Madison, a w roku 1937 uzyskał tytuł assistant professor.
W latach 1939 i 1940 był gościnnie wykładowcą w Institute for Advanced Study, gdzie pracował nad podstawami teorii rekursji. W roku 1941 wrócił do Amherst, objął tam stanowisko wykładowcy matematyki.
Podczas II wojny światowej Kleene był porucznikiem w Marynarce Wojennej USA. Początkowo pracował jako instruktor nawigacji, a następnie jako kierownik w Laboratorium Badawczym Marynarki.
Po wojnie wrócił do Wisconsin, gdzie otrzymał pełny stopień profesora w roku 1948. W latach 1969–1974 był tam dziekanem kolegium literatury i nauk. W roku 1979 przeszedł na emeryturę.
W życiu prywatnym Kleene był aktywnym alpinistą. Doceniał znaczenie przyrody i aktywnie wspierał wiele akcji prowadzonych przez jej obrońców.